# NGC 24
NGC 24 je spirální galaxie vzdálená od nás zhruba 22 milionů světelných let v souhvězdí Sochaře. Na tmavé obloze by neměl být problém ji spatřit osmipalcovým (20,32 cm) dalekohledem.